# Afyon Belediye Spor Kulübü
L'Afyon Belediye Spor Kulübü, noto anche come Afyonkarahisar Belediyespor, è un club di pallacanestro turco con sede a Afyonkarahisar.

## Storia
Nella stagione 2017–18, l'Afyon Belediye vince le finali della Türkiye 1. Basketbol Ligi per la prima volta, venendo promosso in Basketbol Süper Ligi. Milita nel massimo campionato nazionale per quattro stagioni, prima di retrocedere in Türkiye Basketbol Ligi al termine della stagione 2021–22. Scaduto l'accordo con lo sponsor HDI Sigorta, decide di non iscriversi al torneo 2022–23.

## Roster 2021-2022
Aggiornato al 24 agosto 2021.
|    | Naz.                   | Ruolo | Sportivo        | Anno | Alt. | Peso |  |
| -- | ---------------------- | ----- | --------------- | ---- | ---- | ---- |  |
| 1  | Lituania (bandiera)    | AG    | Donatas Tarolis | 1994 | 203  | 91   |  |
| 7  | Turchia (bandiera)     | P     | Merthan Mutlu   | 1994 | 190  | 85   |  |
| 8  | Serbia (bandiera)      | AP    | Mihajlo Andrić  | 1994 | 201  | 98   |  |
| 10 | Turchia (bandiera)     | AP    | Ergi Tırpancı   | 2000 | 200  | 93   |  |
| 12 | Stati Uniti (bandiera) | G     | Shannon Shorter | 1989 | 193  | 96   |  |
| 22 | Turchia (bandiera)     | AG    | Ayberk Olmaz    | 1996 | 210  | 93   |  |
| 23 | Stati Uniti (bandiera) | C     | Eric Buckner    | 1990 | 208  | 100  |  |
| 44 | Stati Uniti (bandiera) | P     | T.J. Campbell   | 1988 | 175  | 86   |  |

### Staff tecnico
| Allenatore: | Korhan Aydanarığ            |
| Assistente: | Erhan Yetim, Oğulcan Çağlar |